# الديوان الوطني للتعليم والتكوين عن بعد
الديوان الوطني للتعليم والتكوين عن بعد مؤسسة عمومية جزائرية ذات طابع إداري، تتمتع بالشخصية المعنوية والاستقلال المالي، وتخضع لوصاية وزارة التربية الوطنية الجزائرية يختص الديوان بتوفير التعليم خارج الأطر المدرسية التقليدية، معتمدة على وسائل متنوعة تشمل المراسلة، المواد السمعية البصرية، والتقنيات الرقمية. نشأ هذا النموذج التعليمي في أعقاب إستقلال الجزائر في 1962 ، ضمن مسعى الدولة الجزائرية لتوسيع نطاق التعليم ومحو آثار الأمية التي خلّفها الاستعمار، ولفتح المجال أمام جميع المواطنين الجزائريين، على اختلاف أعمارهم وظروفهم، لاكتساب المعارف.

## التاريخ والخلفية
بدأ هذا المشروع سنة 1969، حين أُنشئ "المركز الوطني للتعليم المعمم والمتمم بالمراسلة عن طريق الإذاعة والتلفزيون"، بموجب الأمر رقم 69-67 المؤرخ في 22 ماي. وقد كُلّف بتوفير التعليم للراغبين فيه من المواطنين الذين تعذّر عليهم الالتحاق بالمؤسسات التعليمية النظامية، لأسباب جغرافية أو اجتماعية أو مهنية، وكذلك للراغبين في تحسين معارفهم أو التأهيل في مجالات تخصّصهم.
غطى البرنامج مستويات التعليم من السنة السابعة من التعليم الأساسي (ما يُعرف اليوم بالسنة الأولى من التعليم المتوسط) إلى السنة الثالثة من التعليم الثانوي، كما وفّر تكوينات إدارية وتقنية وتربوية. واعتمد على وسائل متعددة، من بينها الوثائق المطبوعة، والدروس المسموعة والمرئية عبر الإذاعة والتلفزيون، إضافة إلى لقاءات تنشيطية مع الأساتذة، ونشر التمارين المصحوبة بالحلول في الصحافة اليومية، مثل جريدة "المساء".
ابتداءً من سنة 1983، شرع المركز في توسيع نشاطه إقليميًا بإنشاء أول مركز جهوي في الجزائر العاصمة، ثم واصل افتتاح مراكز أخرى على مراحل، حتى بلغ عددها عشرين مركزًا بإنشاء مركز الجلفة سنة 1999. وفي سنة 1987، أنشئت مطبعة خاصة لطبع الوثائق التعليمية، كما أُسّس مخبر سمعي بصري في الشهر نفسه لإنتاج المواد التربوية السمعية والمرئية.
وفي سنة 2001، وتحديدًا في 30 سبتمبر، صدر مرسوم يقضي بتحويل المركز إلى "الديوان الوطني للتعليم والتكوين عن بعد" (بالفرنسية: ONEFD)، بهدف توسيع مهامه وتحديث وسائله بالاعتماد على تكنولوجيات الإعلام والاتصال. وقد أدرج الديوان ضمن أولوياته تقديم دعم تربوي للتلاميذ المتعثرين، وضمان التعليم لفائدة المساجين، وتحضيرهم للامتحانات والمسابقات، وتوفير تعليم للجالية الجزائرية المقيمة بالخارج، إلى جانب تنظيم ملتقيات علمية متخصّصة.
أعاد الديوان هيكلة تنظيمه الداخلي، فأنشأ أقسامًا جديدة تواكب متطلبات التعليم العصري، من بينها قسم تكنولوجيات الإعلام والاتصال. وشرع في رقمنة الوثائق التربوية والإدارية، وإنتاج أقراص مضغوطة موجهة للمتعلمين، كما أطلق موقعًا إلكترونيًا يتيح محتويات دراسية للطلبة المسجلين.
وفي السنوات اللاحقة، باشر الديوان مشروع "التعليم الكامل عبر الإنترنت"، حيث سجّل أولى دفعات الطلبة في هذا النمط التعليمي، سعيًا إلى توسيعه مستقبلًا ليشمل عددًا أكبر من المستفيدين، تماشيًا مع تطوّر الوسائل التكنولوجية وأساليب التعلّم عن بعد.
يعد الديوان الوطني للتعليم والتكوين عن بعد من أبرز المؤسسات التعليمية في الجزائر، حيث لعب دوراً محورياً في تعميم التعليم ومكافحة الأمية، وفتح آفاق التعليم المستمر والتكوين المهني أمام شرائح واسعة من المجتمع. كما ساهم في إدماج تكنولوجيات الإعلام والاتصال في العملية التعليمية، ما جعله نموذجاً رائداً في مجال التعليم عن بعد في الجزائر والعالم العربي.
بالإضافة إلى منصة الديوان الوطني للتعليم والتكوين عن بعد، تعتمد الجزائر سنة 2025 على مجموعة من المنصات الرقمية الحكومية في مجال التعليم عن بعد، منها:
- منصة تعليم تحت إشراف وزارة التربية الوطنية؛
- المنصة الوطنية للتعليم عن بعد التابعة لوزارة التعليم العالي؛[8][9][10]
- منصة تعليم خاصة بتسيير شؤون الطلبة الجامعيين؛
- منصة الحاضنات الجامعية؛
- منصة التعليم عن بعد لجامعة الجزائر 3؛[11]
- منصات وزارة التكوين والتعليم المهنيين؛[12]
- البوابة الحكومية للخدمات العمومية ذات المحتوى التعليمي المتنوع.

## إحصائيات المتعلمين
شهد الديوان تطوراً تقنياً ملحوظاً، إذ انتقل من المراسلة البريدية التقليدية إلى اعتماد التعليم الرقمي، من خلال منصة إلكترونية وأقراص مضغوطة وتطبيقات خاصة بالهواتف الذكية. وبلغ عدد المسجلين في الديوان خلال السنة الدراسية 2022–2023 نحو 636,533 متعلماً، وهو من بين أعلى الأرقام المسجلة على مستوى مؤسسات التعليم عن بعد في المنطقة. وقد مكّنت هذه التوسعة من الوصول إلى جمهور واسع باستخدام وسائل رقمية متقدمة.
وعرف عدد المسجلين في الديوان تطوراً مستمراً منذ نهاية التسعينيات. فقد بلغ عدد المتعلمين خلال الموسم الدراسي 1998–1999 نحو 60,000 متعلم، وارتفع تدريجياً ليصل إلى ذروته في الموسم 2014–2015 بأكثر من 470,000 مسجل.
وشهدت السنوات اللاحقة بعض التذبذب، ليبلغ العدد حوالي 450,000 في الموسم 2017–2018. وتشير المعطيات الحديثة المتوفرة على الموقع الرسمي للديوان إلى أن عدد المتعلمين خلال الموسم الدراسي 2022–2023 تجاوز 600,000 متعلم، موزعين على مختلف المستويات التعليمية من السنة الأولى من التعليم المتوسط إلى السنة الثالثة من التعليم الثانوي، إضافة إلى مسارات تكوينية إدارية وتقنية وتربوية. ويشمل المسجلون فئات عمرية ومهنية متعددة، منها الشباب والموظفون وربات البيوت والمساجين.

## المهام
يهدف الديوان الوطني للتعليم والتكوين عن بعد إلى:
- تقديم تعليم مطابق للبرامج الرسمية بالمراسلة أو باستعمال تكنولوجيات الإعلام والاتصال لفائدة الأشخاص الذين لم يتمكنوا من مواصلة تمدرسهم العبادي.
- المساهمة في الحد من ظاهرة التسرب المدرسي من خلال تنظيم حصص دعم واستدراك للتلاميذ المحتاجين.
- تطبيق كل الطرق والوسائل المناسبة للتعليم والتكوين عن بعد، خاصة استعمال تكنولوجيات الإعلام والاتصال.
- إقامة علاقات تبادل وتعاون مع الهيئات والمؤسسات الأجنبية ذات الصلة.
- المساهمة في ترقية اللغة العربية لفائدة الجالية الجزائرية المقيمة بالخارج.
- ضمان التكوين التكميلي أو الخاص في إطار تجديد المعارف أو الترقية الاجتماعية والمهنية.

## الهيكلة والتنظيم
يمتلك الديوان هيكلة إدارية وتقنية تشمل عدة أقسام مثل:
- قسم تكنولوجيات الإعلام والاتصال.
- قسم الطبع والتوزيع.
- قسم الإنتاج والتقويم البيداغوجي.
- قسم البرمجة والامتحانات وترقية الخدمات.[2][18][19]
- وينشط الديوان عبر مراكز ولائية في جميع ولايات الجزائر، ما يسهل على المواطنين التواصل والتسجيل والاستفادة من خدماته.[2]

## بخصوص الدواوين الجزائرية
في الجزائر، يُستخدم مصطلح "الديوان الوطني" للإشارة إلى مؤسسات حكومية ذات طابع وطني، وتختص كل مؤسسة بمجال معين. ولذلك، هناك العديد من الدواوين الوطنية التي تتوزع على مختلف القطاعات، مثل التعليم، الثقافة، البيئة، وغيرها. هذه الدواوين قد يكون لها مقالات مستقلة على ويكيبيديا، بينما قد لا يكون لبعضها مقالات خاصة، ويمكن ذكرها ضمن مقالات الوزارات أو الهيئات الكبرى التي تتبع لها حسب الأهمية:
- الديوان الوطني للإحصائيات (الجزائر) (ONS)
- الديوان الوطني للحج والعمرة
- الديوان الوطني لمحو الأمية وتعليم الكبار (الجزائر)
- الديوان الوطني لحقوق المؤلف والحقوق المجاورة (ONDA)
- الديوان الوطني الجزائري للسياحة (ONT)
- الديوان الوطني للتجارة والصناعة السينماتوغرافية
- الديوان الوطني لتنمية تربية الخيول والإبل
- الديوان الوطني للإمتحانات والمسابقات (ONEC)
- االديوان الوطني لتطهير المياه (ONA)
- الديوان الوطني للثقافة والإعلام (ONCI)
- الديوان الوطني للمطبوعات المدرسية (ONPS)
- الديوان الوطني للمسح العقاري (ANCFCC سابقًا)
- الديوان الوطني للبحث الجيولوجي والمنجمي (ORGM)
- الديوان الوطني للقياسات القانونية (ONML)
- الديوان الوطني للأرصاد الجوية (ONM)
- الديوان الوطني للخدمات الجامعية (ONOU)

## وصلات خارجية
- الموقع الرسمي للديوان الوطني للتعليم والتكوين عن بعد

### هيئات تعليمية إقليمية
- جامعة تونس الافتراضية
- الجامعة الافتراضية السورية
- الجامعة السعودية الإلكترونية
- شبكة الجامعات الافتراضية في العالم الإسلامي
- معهد إي أف إنجلش لايف